# الخوخات (الخوخات)
الخوخات هو دُوَّار يقع بجماعة آيت بن يعقوب، إقليم ميدلت، جهة درعة تافيلالت في المملكة المغربية. ينتمي الدوّار لمشيخة الخوخات التي تضم 5 دواوير. يقدر عدد سكانه بـ 376 نسمة حسب الإحصاء الرسمي للسكان والسكنى لسنة 2004.

## روابط خارجية
- البوابة الوطنية للجماعات الترابية
- المندوبية السامية للتخطيط